# Cal Gendó
Cal Gendó és una casa de Sisteró, al municipi dels Plans de Sió (Segarra) inclosa a l'Inventari del Patrimoni Arquitectònic de Catalunya.

## Descripció
Es tracta d'una casa situada al mig del nucli, davant una gran plaça. Respon a una estructura de planta baixa, primera i segona planta, amb coberta plana i realitzada amb paredat, exceptuant la part inferior dels murs que estàn realitzats amb carreus força regulars de mitjanes dimensions. Tot i que ha estat restaurada recentment, conserva la primitiva estructura.
A la planta baixa hi trobem la portalada d'accés, actualment tapiada, ja que l'accés es realitza pel carrer Major, formada per un arc de mig punt adovellat i amb la presència a la dovella central de l'escut heràldic de la família i dues dates, la primera, 1792, correspon a la construcció originària de l'habitatge, i la segona, 1999 correspon a la recent restauració.
A la primera planta trobem un doble balcó amb la base realitzada amb formigó i la barana de ferro forjat, i dues finestres de mitjanes dimensions a banda i banda.
La segona planta presenta dues finestres laterals i una sèrie de cinc arcs de mig punt a la part central, formant una galeria tancada.